# Vierge à l'Enfant trônant et entourée de deux anges
La Vierge à l'Enfant trônant et entourée de deux anges est un tableau de dévotion de Cimabue. Tempera et or sur un panneau en bois de peuplier de 25,7 × 20,5 cm, il constitue l'un des huit panneaux du Diptyque de dévotion composé vers 1280. Il est conservé à la National Gallery de Londres depuis 2000.

Représentation schématique du Diptyque de dévotion.

## Composition
La Vierge à l'Enfant trônant et entourée de deux anges est l'un des panneaux peints par le maître de la pré-Renaissance italienne Cimabue vers 1280 constituant le Diptyque de dévotion composé de huit tableaux disposés en deux volets vraisemblablement dispersés au XIXe siècle. Il s'agit du panneau du haut à gauche du volet de gauche du Diptyque. C'est une tempera et or sur panneau de peuplier de 25,7 × 20,5 cm.

## Redécouverte, attribution et conservation
En 2000, Richard Carlton-Jones de chez Sotheby's découvre la Vierge à l'Enfant trônant et entourée de deux anges, dans les sous-pentes d'une maison de campagne de Benacre Hall (en) à l'occasion de la succession de Sir John Gooch, un baronnet du Suffolk. Dillian Gordon, conservatrice des peintures italiennes anciennes à la National Gallery, contactée, rapproche l'œuvre quasiment immédiatement de la Flagellation du Christ, conservée à la Frick Collection de New York depuis 1950 et dont l'attribution fait débat : les dimensions et le décor des bordures sont identiques, les traits du visage et les mains de la Vierge et du Christ sont pratiquement les mêmes. Le rapprochement physique des deux toiles non encadrées donne raison à l'instinct de Dillian Gordon et confirme l'appartenance des deux tableaux à un diptyque en plusieurs panneaux : les bords découpés des côtés haut et gauche de la Vierge correspondent exactement aux côtés bas et droit de la Flagellation. La bordure rouge du côté droit de la Madone est strictement identique à celle du côté gauche du Christ. 
Miklós Boskovits, expert de la Renaissance à l'Université de Florence, modifie l'attribution de la Flagellation de Duccio à Cimabue et Luciano Bellosi, spécialiste et autorité incontestée de Cimabue, confirme l'attribution de la Flagellation du Christ et de la Vierge à l'Enfant au maître de la pré-Renaissance italienne. À la suite de cette nouvelle identification, Neil MacGregor, directeur de la National Gallery, décide de l'acquisition en 2000 de la Vierge à l'Enfant. La succession de Sir John Gooch bénéficie d'un crédit d'impôt de 6,8 millions de dollars et une donation de Sir John Paul Getty Jr. d'un million de dollars aide le musée à payer les héritiers. 
Le tableau est depuis lors conservé à la National Gallery de Londres sous le numéro d'inventaire NG 6583.
La Dérision du Christ, un troisième tableau supposé appartenir au même Diptyque, est découvert dans une collection privée près de Compiègne en 2019.

## Exposition
Une conférence, "La Dérision du Christ" de Cimabue L'Œuvre en scène par Thomas Bohl est programmée le 13 novembre 2024 préalablement à l'exposition organisée du 22 janvier au 12 mai 2025 par le musée du Louvre, Revoir Cimabue Aux origines de la peinture italienne, réunissant les trois tableaux du Diptyque de dévotion et la Maestà restaurée.